# Липовка (Задонский район)
Ли́повка — село Хмелинецкого сельского поселения Задонского района Липецкой области. Стоит на правом берегу реки Дон в устье реки Чичоры.

## История
Было заселено в начале XVI веке. С тех пор это было родовое поместье Бехтеевых.
Село в 1705 году имело свою деревянную церковь. В середине XVIII века при участии Тихона Задонского Бехтеевыми был построен каменный храм, освященный в 1796 году во имя преподобного Сергия Радонежского. После 1917 года храм был разрушен. До наших дней на главном куполе храма сохранился крест с венцом и полумесяцем, что является своеобразной церковной наградой храму . По какому случаю храм Сергия Радонежского получил эту награду, неизвестно. Сейчас начинается восстановление святыни; пока службы проходят в строительном вагончике .
В 1911 году в фамильном некрополе у Сергиевского храма был похоронен Сергей Сергеевич Бехтеев (старший) — видный деятель дворянства, член Государственного Совета, уездный предводитель Елецкого дворянства. Он известен постройкой в родном Ельце первого в России хлебного элеватора на 400 тысяч пудов зерна, действующего и поныне, первое отделение Государственного банка, заботился об устройстве регулярного пароходства по Дону и многое другое. В советские годы могила Бехтеева была разграблена охотниками за сокровищами.
Название села — по здешним липам.

## Население
| 2010 |
| ---- |
| 44   |

## Тихон Задонский
В селе в гостях у Бехтеевых часто бывал митрополит Воронежский святитель Тихон Задонский, который называл Липовку «любимым и лучшим местом в мире для спасения».
Вот как пишет о том исследователь наследия святого Тихона Задонского схиархимандрит Иоанн (Маслов) в своём труде «Святитель Тихон Задонский и его учение о спасении»:
«Чаще всего он [Тихон] выезжал в село Липовку, в имение Бехтеевых, которое находилось в 15 км от Задонска. Святителю Тихону нравилось расположение этого места и условия жизни. Когда один из духовных чад святителя просил у него совета, где поселиться для уединенной и удобной для занятий жизни, святитель Тихон так отозвался об этом селе:  „По моему мнению, нет лучшего места… способного к чтению, размышлению, молитве и сочинению всякого умного дела; словом, по науке нашей, место весьма выгодное… Я бы, ей, там неисходно жил“. Также и приятелю своему в письме святитель Тихон признавался „я бы, ей тамо неисходно жил: так мне место оное нравится!“»  

## Известные уроженцы
- Герой Советского Союза С. И. Мельников
- Поэт-монархист С. С. Бехтеев

## Дополнительная информация
Холмы вокруг села являются одним из летных мест липецких парапланеристов.
В 2008 году в районе села прошёл пятый военно-исторический фестиваль реконструкции ранне-средневековой культуры «Русборг»